# Yūya Hirose
Yūya Hirose (広瀬 裕也 Hirose Yūya?,  Prefectura de Chiba, Japón, 9 de abril de 1996) es un actor de voz japonés, afiliado a Arts Vision. Hirose se graduó del Japan Narration Acting Institute, y debutó como actor de voz en 2013, dando voz a un personaje secundario en la serie de anime Kitakubu Katsudō Kiroku. Algunos de sus papeles más destacados incluyen el de Yūki Ishikawa en Ganbarē-bu Next!, Jun'ichi Aizawa en Barakamon, Shō Nagahara en Tsuki ga Kirei, Aki "Knight" Kashii en Dynamic Chord y Yūta Hibiki en SSSS.Gridman. 

## Filmografía

### Anime
2013
- Kitakubu Katsudō Kiroku

2015
- Ganbarē-bu Next! como Yūki Ishikawa
- Aoharu × Machinegun como Jugador
- Go! Princess PreCure como Miembro del club de tenis
- Shokugeki no Sōma como Estudiante B
- Star-Myu como Estudiante
- Rakudai Kishi no Cavalry como Estudiante

2016
- Barakamon como Jun'ichi Aizawa[3]
- Cheer Boys!! como Daichi Norita[4]
- Mobile Suit Gundam: Iron-Blooded Orphans como Miembro del Tekkadan
- Saiki Kusuo no Psi-nan como Niño de béisbol

2017
- Fūka como Estudiante masculino
- Demi-chan wa Kataritai como Estudiante
- Yōjo Senki como Valharm
- Tsuki ga Kirei como Shō Nagahara[5]
- Re:Creators como Transeúnte
- Kaitō Tenshi Twin Angel como Joven A
- Shōkoku no Altair como Shinpei
- Dynamic Chord como Aki "Knight" Kashii[6]
- Kino no Tabi -the Beautiful World- como Policía B
- Kujira no Kora wa Sajō ni Utau como Moja
- The Idolmaster SideM como Joven

2018
- Ryūō no Oshigoto! como Joven A
- Killing Bites como Estudiante
- Yowamushi Pedal: Glory Line como Audiencia
- Hakumei and Mikochi como Benito
- High Score Girl como Estudiante A
- Asobi Asobase
- Yuragisō no Yūna-san como Shikigami
- SSSS.Gridman como Yūta Hibiki[7]
- Tensei Shitara Slime Datta Ken como Goblins
- Tokyo Ghoul:re como Keijin Nakarai

2019
- Real Girl como Estudiante

2021
- Tokyo Revengers - Takuya Yamamoto

2022
- Kinsou no Vermeil - Alto Goldfield

2024
- Mato Seihei no Slave - Yuuki Wakura

### Películas animadas
- Shikabane-sha no Teikoku (2015)

### Web anime
- Kengan Ashura (2019)[8]